# Nabugombe
Nabugombe är ett vattendrag i Burundi.   Det ligger i provinsen Karuzi, i den centrala delen av landet, 80 km öster om huvudstaden Bujumbura.
I omgivningarna runt Nabugombe växer huvudsakligen savannskog. Runt Nabugombe är det ganska tätbefolkat, med 172 invånare per kvadratkilometer.